# Antoine Parmentier
Antoine Augustin Parmentier (Montdidier, 17 agosto 1737 – Parigi, 17 dicembre 1813) è stato un farmacista, agronomo, igienista e nutrizionista francese.

## Biografia
Fu farmacista nell'esercito durante la guerra dei sette anni, contro l'Inghilterra e la Prussia. Durante la sua detenzione in Germania, in un carcere prussiano scoprì le qualità nutritive di una pianta della famiglia delle solanacee, la patata. Al suo ritorno in Francia, partecipò nel 1771 a un concorso indetto dal comune di Besançon sulla sostituzione del frumento nella produzione del pane e preparò una dissertazione sulla patata, che lo rese celebre. Cercò, con l'appoggio di re Luigi XVI, di diffondere la coltivazione della patata creando una piantagione di questo tubero vicino a Neuilly-sur-Seine.
Per rimediare alla penuria di zucchero di canna, previde l'impiego di zuccheri estratti dall'uva e altri vegetali zuccherati. Si interessò alla conservazione della farina, del vino e dei prodotti caseari. Ispettore generale del servizio di sanità, fece adottare dall'esercito la vaccinazione antivaiolosa e si occupò delle condizioni d'igiene sulle navi. Tra i fondatori della Scuola di Fornai in Francia, lavorò anche sul mais, l'oppio e lo sclerozio della segale. Previde la conservazione dei cibi tramite il freddo. Scienziato dai molteplici interessi, partecipò, tra l'altro, alla vita sociale collaborando ai testi di riforma agraria proposti dal Parlamento. Fu ammesso all'Académie des sciences nel 1795. La sua famiglia ha una tomba al Cimitero di Père-Lachaise a Parigi.

### La diffusione della patata

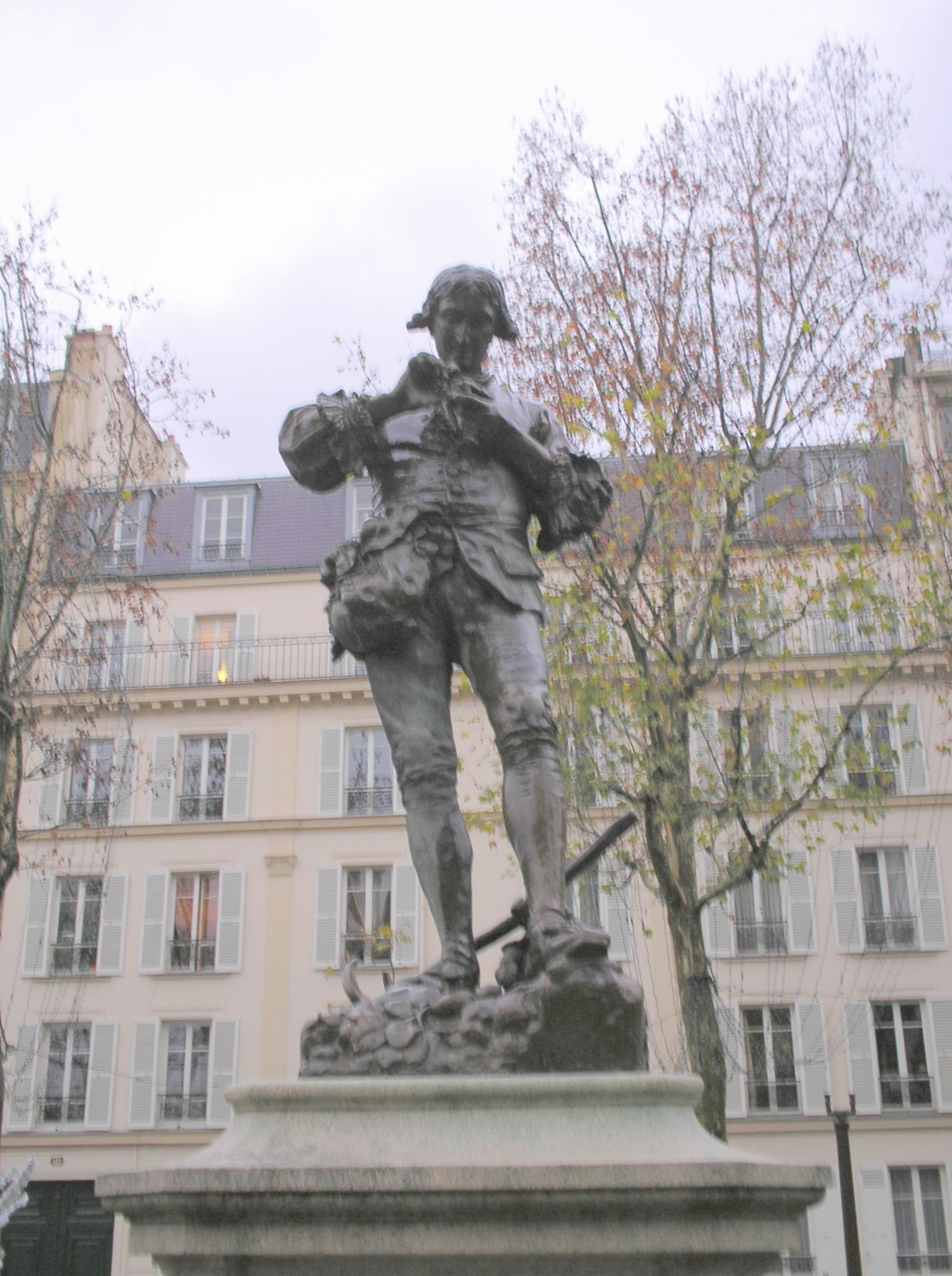
Statua dello scultore parigino Adrien Étienne Gaudez raffigurante Antoine Parmentier, sulla piazza omonima di fronte al municipio di Neuilly-sur-Seine

La fama maggiore di Parmentier è legata alla sua opera per la diffusione della patata. Nel 1771 l'accademia di Besançon aveva posto un concorso dal titolo: Quali sono i vegetali che possono essere sostitutivi in caso di carestia rispetto a quelli d'impiego comune e la loro preparazione. Egli curò la redazione di una memoria rimasta celebre sulla base dell'uso fatto mentre era farmacista al seguito delle truppe in tempo di guerra. La memoria fu premiata nonostante una legge del parlamento del 1748, che accusava il tubero di trasmettere infezioni e ne vietava la coltivazione.
Particolarmente divertente, quanto sagace, fu il trucco escogitato da Parmentier per convincere i contadini francesi a cibarsi di patate, piuttosto diffidenti verso la consumazione del tubero, che pure regolarmente coltivavano nelle terre dello Stato. Il farmacista fece inviare militari armati a presidiare, dall'alba al tramonto, i campi coltivati a patate; i contadini si convinsero trattarsi di cibo prezioso e cominciarono a rubarle nottetempo, iniziando così a consumarle. Parmentier riuscì a coinvolgere nella sua opera di diffusione persino il re e un fiore di patata viene messo sulla parrucca della regina. 

### In letteratura
Achille Campanile ha scritto un parodistico raccontino sulla diffusione della patata in Francia, dal titolo La patata raccomandata da Luigi XVI.

## Opere

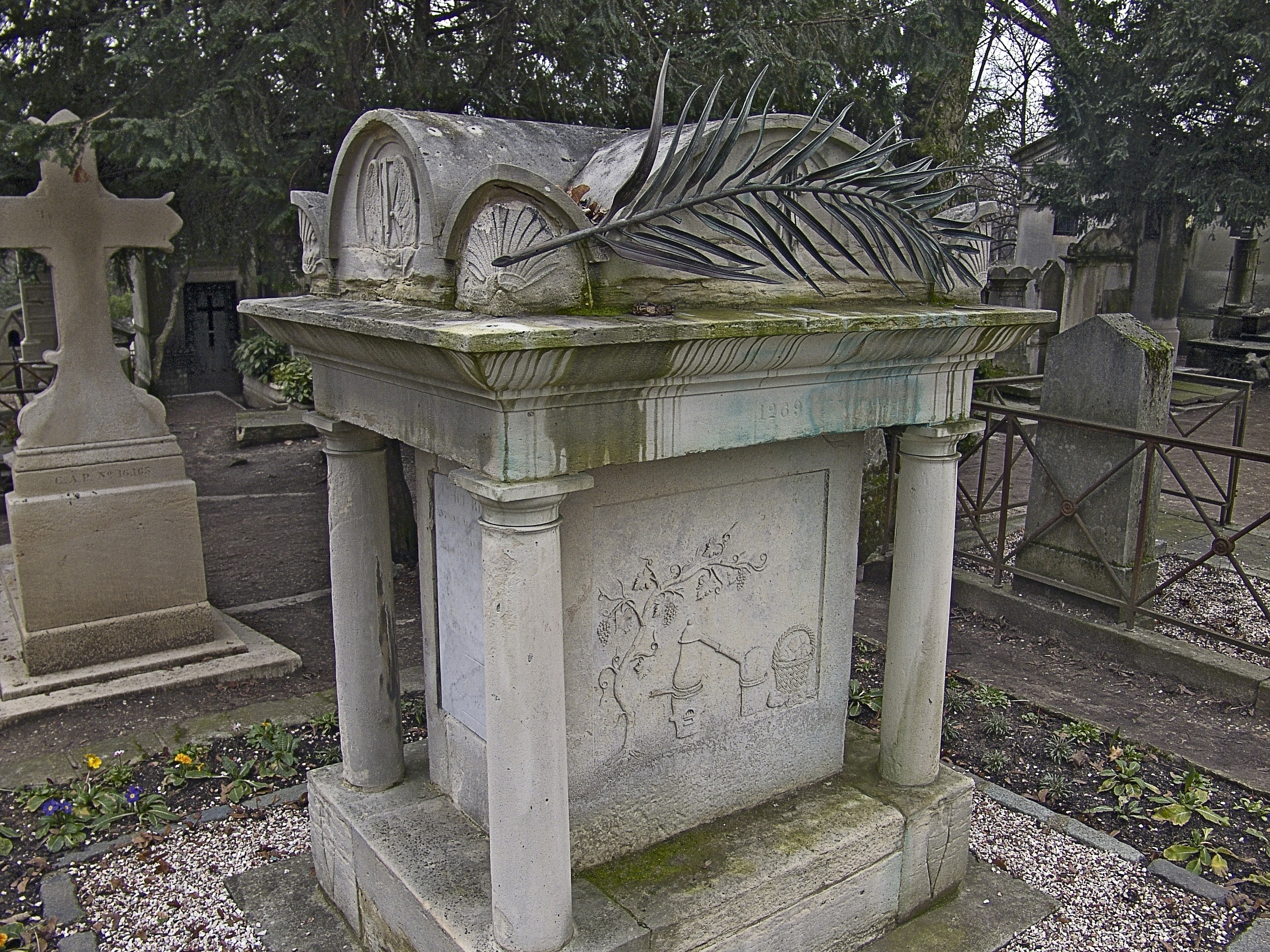
Tomba di Antoine Parmentier al cimitero di Père-Lachaise

- Avis aux bonnes ménagères des villes et des campagnes, sur la meilleure manière de faire leur pain (1777).
- Examen critique de la pomme de terre (1779).
- Recherche sur les végétaux nourrissants qui, dans tous les temps de disette, peuvent remplacer les aliments ordinaires (1781).
- Économie rurale et domestique. Bibliothèque Universelle des Dames, rue et hotel Serpente, 1788-1797; 8 volumes.
- Traité sur la culture et les usages des pommes de terre, de la patate et des topinambours (1789).
- Le parfait boulanger ou traite complet sur la fabrication du pain, Parigi, Impremerie royale, 1778
- Traité théorique et pratique sur la culture de la vigne, avec l'art de faire le vin, les eaux-de-vie, esprit de vin, vinaigres simples et composés (2 vol., 1801) in collaborazione con Jean-Antoine Chaptal, l'abbé Rozier, e Dussieux
- Traité sur l'art de fabriquer les sirops et conserves de raisin (publication 1810).